# Hathor
Hathor là một nữ thần của người Ai Cập cổ đại. Bà được biết đến với cái tên "Người vĩ đại với nhiều tên gọi", vì sự xuất hiện của bà trong nhiều vai trò khác nhau, từ sự sống cho đến cái chết. Hathor là vị thần rất quan trọng trong tôn giáo Ai Cập xưa kia.
Nữ thần Hathor được miêu tả là một người phụ nữ, luôn xuất hiện với chiếc đĩa Mặt trời và cặp sừng bò trên đầu. Bà gắn liền với màu đỏ (màu của niềm đam mê) và màu ngọc lam (màu thiêng của nữ thần). Hình ảnh con bò là biểu tượng phổ biến nhất khi gặp ở Hathor, hiếm khi bà xuất hiện dưới dạng khác.

## Vai trò
Ban đầu bà được cho là hiện thân của dải Ngân hà, hình thành từ dòng sữa chảy ra từ vú của một con bò thần Mehet-Weret. Bà được coi là nữ thần của bầu trời, với tên gọi "Nữ thần của những vì sao" (liên kết với nữ thần Sopdet). Đôi khi bà liên kết với 2 vị nữ thần Nut và Mut.
Bà được gọi là "Bảo mẫu trên thiên đường", người chăm sóc các Pharaoh dưới hình dạng con bò và "Mẹ của các bà mẹ", bà chăm sóc tất cả những gì liên quan đến người phụ nữ và sự sinh sản.
Hathor còn là nữ thần của mỹ phẩm và nhan sắc. Bà thường được khắc trên những khung gương và những hộp phấn trang điểm. Bà còn là hiện thân của niềm vui, tình yêu và âm nhạc. Tương truyền, trên người bà tỏa ra một mùi hương thơm ngát, tượng trưng cho những phẩm chất tốt đẹp của phụ nữ.
Bà còn là vị thần bảo trợ những người thợ mỏ tại bán đảo Sinai, nơi tập trung nhiều mỏ khoáng sản của Ai Cập. Vàng, đồng, ngọc lam và malachite (loại đá có màu xanh lá, còn gọi là "đá lông công") là những khoáng sản ưa thích của Hathor. Người Ai Cập cổ đại đã trộn galena và malachite để làm phấn trang điểm mắt với màu xanh đặc trưng của người phụ nữ Ai Cập, có thể ngăn ngừa các bệnh về mắt.
Hathor cũng là nữ thần bảo trợ của các nhạc sĩ và vũ công. Bà thường đeo chiếc vòng cổ menat nên được gọi là "Menat vĩ đại" và cầm sistrum (nhạc cụ của Ai Cập cổ đại, tương đương bộ sênh tiền ở Việt Nam). Theo thần thoại, Ra trở nên chán nản, không muốn tiếp chuyện với ai. Hathor, vị thần không biết buồn chán, đã nhảy một vài vũ điệu khiến cho Ra bật cười và lấy lại tinh thần. Bà cũng được xem là vị thần tình dục của Ai Cập cổ đại.

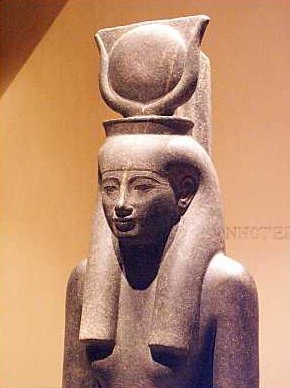
Nữ thần Hathor

Nữ thần Hathor còn được gọi với cái tên "Người đàn bà phương Tây", xuất phát từ cảnh mặt trời lặn ở hướng tây, tượng trưng cho cái chết và thế giới bên kia. Bà đã cho những linh hồn bánh mì và nước uống trước khi đưa họ về cõi âm (vai trò này trước đây là của Amentet, được cho là con gái của Hathor và Horus). Theo thần thoại, bà (hoặc Isis) đã sử dụng nhựa cây sung dâu để chữa con mắt bị Set xé rách của Horus. Hình ảnh của Hathor thường được chạm khắc trên các quan tài cùng với Nut.
Người ta cho rằng, khi một đứa trẻ sinh ra, "7 nàng Hathor" sẽ xuất hiện và trao cho đứa bé số mệnh của mình. Những dải băng cột tóc màu đỏ của 7 vị thần Hathor giúp giữ chân những linh hồn quỷ dữ và làm chúng trở nên vô hại.

## Thần thoại

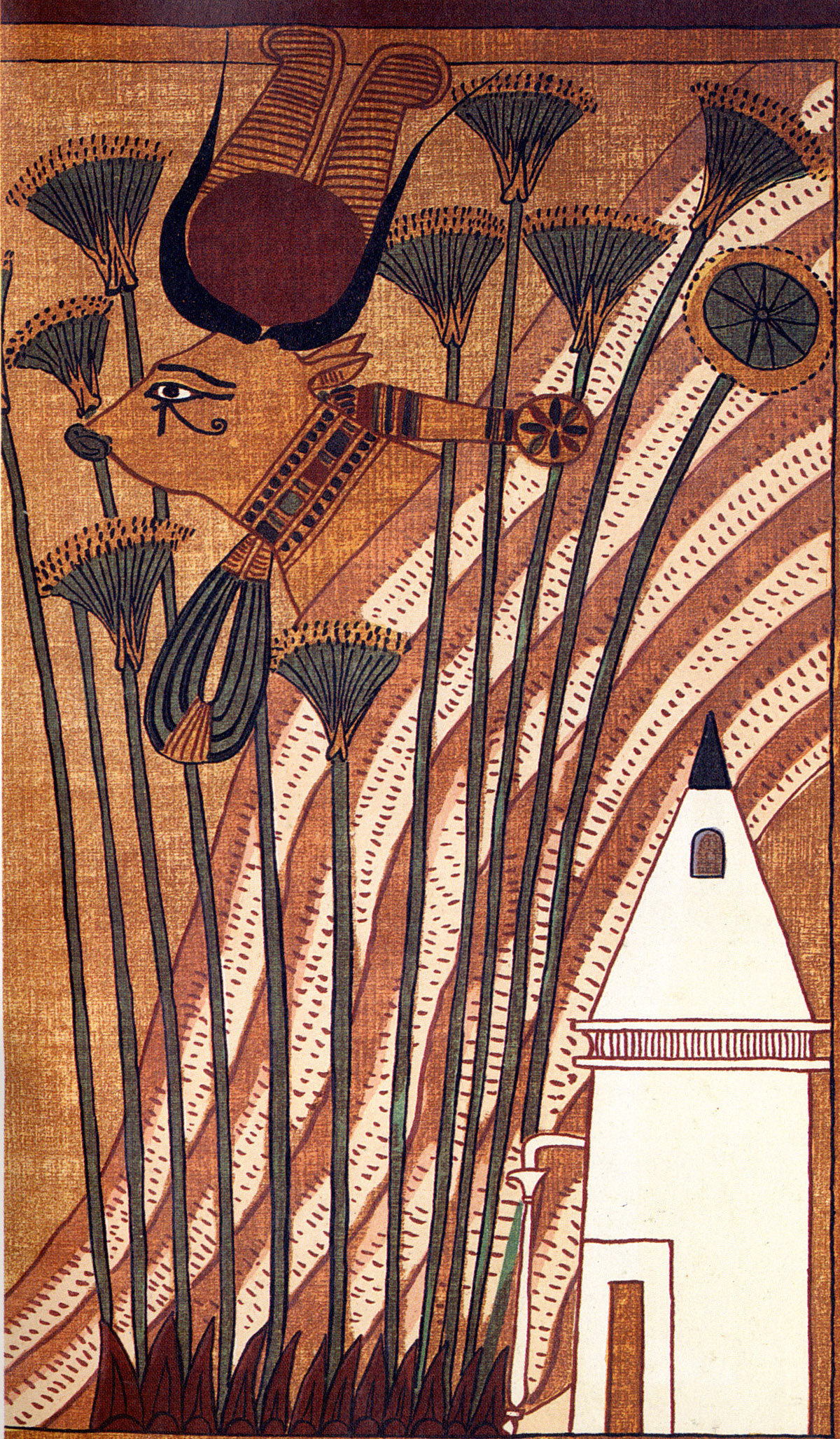
Nữ thần Hathor trong hình dạng một con bò.

Khi thần Ra còn cai trị dưới nhân thế, loài người âm mưu chống lại thần. Nghe được chuyện này, ngài phẫn nộ nên đã phái thần Mắt ("Con mắt của Ra"), xuống giết chết bọn họ. Thần Mắt mang hình thức của nữ thần sư tử cái Sekhmet, lao thẳng vào đám người xấu xa và tiêu diệt họ trong một cuộc tắm máu. Cuối cùng thần Ra thấy việc tàn sát như thế đã đủ nên ra lệnh ngưng cuộc giết chóc.
Để chấm dứt cuộc tàn sát say sưa của Sekhmet, thần Ra đã tưới ướt bãi chiến địa bằng hàng nghìn lít bia pha với nước trái lựu. Sekhmet khát máu uống no thứ nước màu đỏ tươi mà nó tưởng là máu và bị say xỉn không còn tấn công được nữa. Nữ thần ngủ thiếp đi trong 3 ngày. Khi tỉnh dậy, Ra đổi tên nàng thành Hathor và nàng trở thành nữ thần của tình yêu và hạnh phúc.
Bà thường được cho là đồng nhất với nữ thần Isis. Tuy nhiên, 2 vị nữ thần này không hoàn toàn giống nhau. Isis do phải chịu đựng cái chết của chồng và một mình chăm sóc Horus, nên bà có lòng thương hại và thấu cảm với người dân. Trong khi đó, Hathor là hiện thân của quyền lực và thành công, quyết theo đuổi mục tiêu đến cùng. Khi xuất hiện dưới hình dạng nữ thần Sekhmet, bà đã tàn sát dân chúng trong cuộc chiến đẫm máu.
Một truyền thuyết khác kể rằng, sau cơn say đó, người đầu tiên Sekhmet nhìn thấy sau khi tỉnh giấc là Ptah và bà đem lòng yêu vị thần này. Hai người có với nhau một người con trai, đó là thần Nefertem - vị thần y học và sắc đẹp.
Để tưởng niệm sự kiện này, hàng năm vào ngày "Lễ Hathor" người ta thường uống những vò bia lớn cùng với nước trái lựu.

## Gia đình
Cũng như một số vị thần khác, mối quan hệ gia đình của nữ thần này có nhiều điều khó hiểu. Bà được coi là vợ của Horus, nên còn gọi bà là "Ngôi nhà của Horus", nghĩa là "cả bầu trời", vì dưới dạng chim cắt, Horus thường bay lượn trên trời. Cả 2 có với nhau một người con gái, là thần chết phương tây Amentet. Đôi khi, Hathor được xem là hiện thân của con gái mình.
Trong thần thoại khác, bà lấy Horus-Behdety (thần mặt trời giữa trưa, không phải Horus, con trai của Osiris và Isis), có con trai là Ihy (thần âm nhạc và khiêu vũ). Cả 3 được thờ tại Iunet. Bà được coi là con gái của Ra, nhưng khi Ra và Horus kết hợp thành Ra-Horakty thì bà lại là con gái, đồng thời là vợ của Ra.
Và tại Kom Ombo, thần cá sấu Sobek lại được thờ với Hathor và con trai Khonsu (vốn là con của Amun và Mut). Đôi khi bà lại được cho là mẹ của 4 người con của Horus.

## Thờ cúng

Nữ thần Hathor dưới hình dạng bò cái

Sự thờ phụng nữ thần Hathor bắt đầu từ thời Predynastic (trước 3100 TCN), không chỉ giới hạn trên toàn Ai Cập mà còn lan rộng sang cả Ethiopia, Somalia và Libya. Đặc biệt là vùng Byblos rất tôn sùng bà. Rất nhiều lễ hội được dành cho nữ thần và nhiều đứa trẻ được đặt theo tên của Hathor hơn bất kỳ vị thần nào khác của Ai Cập cổ đại.